# Rattlesnake Springs Pump House
La Rattlesnake Springs Pump House est une station de pompage du comté d'Eddy, dans le Nouveau-Mexique, aux États-Unis. Protégée au sein du parc national des grottes de Carlsbad, elle puise les eaux de la source dite Rattlesnake Springs.
Dessinée par William G. Carnes dans le style Pueblo Revival, la station est construite en 1934-1935. C'est une propriété contributrice au district historique de Rattlesnake Springs depuis l'inscription de ce district historique au Registre national des lieux historiques le 14 juillet 1988.